# 拉塞爾·T·戴維斯
拉塞尔·T·戴維斯，OBE（英語：Russell T. Davies，1963年4月27日—）是一位威爾士電視出品人和編劇，代表作品包括《同志亦凡人》以及英國經典科幻電視劇《異世奇人》2005年復活版本。
他近期的作品有大受好評的《英式醜聞》和《未来岁月》。

## 生平

### 早年
本名Stephen Russell Davies，出生於斯旺西，父親Vivian和母親Barbara均為老師。戴維斯是他父母三個孩子中最小的，有兩名姊姊。
小學在Tycoch Primary School就讀，11歲入Olchfa Comprehensive School就讀中學。戴維斯原本希望在成年後成為漫畫家，但學校的職業訓導因戴維斯是色盲的，而建議他學習英國文學，因此戴維斯重新調整願望為編劇。大學畢業於牛津大學伍斯特學院，主修英國文學。

### 事業
1985年，戴維斯兼職加入了BBC兒童部，工作於多個位置，包括出品和寫作兩個系列：Dark Season和Century Falls。1994年離開，成為自由撰稿人。
戴維斯於1994年改寫作成人電視劇。他的劇本逐漸探究不同背景中的宗教和性思想：Springhill是關於一個天主教家庭生活在在當代利物浦的肥皂劇；The Grand探究了戰間期對於例如賣淫、墮胎和同性戀觀點。
他第一個大受歡迎的系列－《同志亦凡人》，設定在曼徹斯特的同志村－运河街，再創造了他自己作為一個男同性戀生活在曼徹斯特的生活經歷。他之後的劇集包括Bob & Rose，描寫了一個男同性戀愛上了一個女人。
The Second Coming著力於耶穌再臨和耶穌基督的決定、Mine All Mine描寫了一個斯溫席家庭發現自己擁有自己的家鄉城市和Casanova，一個the Venetian lover's complete memoirs的改寫本。
他最顯著的成就是復活並運行了間斷16年的科幻劇《異世奇人》，讓基斯杜化·艾克斯頓和之後的大衛·田納特扮演博士。戴維斯擔任這個節目的執行製作人，見證了它們的人氣激增，並帶頭出品了兩部衍生劇，《火炬木小組》和《珍姐科幻大冒險》，復甦週六黃金檔，使出品公司有利可圖。
戴維斯在2008年因電視劇服務贏得大英帝國勳章，恰好同時他宣布停止擔任這個節目的執行製作人以及他的最後劇本The End of Time (2009–10)。2009年，戴維斯搬到美國加州洛杉磯，仍有管理《火炬木小組》和《珍姐科幻大冒險》，但在2011年，戴維斯因他伴侶患上腦癌而搬回曼徹斯特，並停產一段時間。
2015年，戴維斯的三套新劇推出，但三套都互相關連，叫《青瓜》，《香蕉》及《豆腐》。主線是《青瓜》，描述一名中年同志男子的故事；《香蕉》則是描述《青瓜》中不同配角的故事；而《豆腐》是有關性的紀錄短劇。
2018年，戴維斯編寫的《英式醜聞》由BBC播出，以描述1976年至1979年的傑瑞米·索普醜聞帶出從未出櫃的自由黨於領袖傑瑞米·索普與短暫情人諾曼·喬希夫的藕斷絲連；此劇令戴維斯入圍黃金時段艾美獎有限劇集/電視電影/劇情類特別節目最佳編劇。
2019年，戴維斯創寫的《未来岁月》在BBC播出，描述英國一個普通家庭－里昂斯一家，從2019年到未來2034年的故事。

### 私人生活
戴維斯早已出櫃，筆下角色有很多都是同志，更有不少劇集以同志生活為主題。
1999年，戴維斯和一名叫Andrew Smith的海關人員開始交往，但2011年時Smith被診斷出患有腦癌。戴維斯和Smith於2012年進入民事結合，最後Smith於2018年離世。《未来岁月》片頭其中一幕就是說把此電視劇獻給Smith。

## 作品
- Why Don't You...? （多個角色，包括導演、主力場地管理和導演，1985–90）
- Play School （主持人，1集，1987）
- On the Waterfront （小品編劇和腳本編輯，1988–89）
- DEF II （幕後小品編劇，1989）
- Breakfast Serials （出品人和編劇，1990）
- Dark Season （1991）
- Children's Ward （1992–96）
- Families （故事線，1992–93）
- ChuckleVision （3集，1992）
- Century Falls （1993）
- Cluedo （1集，1993）
- Do the Right Thing （幕後腳本編劇，1994–95）
- The House of Windsor （多集, 一些幕後，1994）
- Revelations （聯合創始人和編劇，1994–95）
- Coronation Street （故事線，1996）
  - Coronation Street: Viva Las Vegas! （1997）
- Springhill （故事線和7集的編劇，1996–97）
- Damaged Goods （新冒险《異世奇人》小說，1996）
- The Grand （多集，一些幕後，1997–98）
- Touching Evil （1集，1997）
- 《同志亦凡人》 （聯合出品人和編劇，1999–2000）
- Bob & Rose （聯合出品人和編劇，2001）
- Linda Green （一集，2001）
- The Second Coming （執行出品人和編劇，2003）
- Mine All Mine （執行出品人和編劇，2004）
- Casanova （執行出品人和編劇，2005）
- 《異世奇人》 （執行出品人、節目運行人和首席編劇，31集和3迷你集，2005–10）
  - 《異世奇人解密》 （執行出品人, 2005–10）
  - Tardisodes （執行出品人, 2006）
- 《超疑特工》 （創始人和執行出品人，4集的編劇，2006–）
  - 《超疑特工解密》 （執行出品人，2006–）
- 《珍姐科幻大冒險》 （創始人和執行出品人，1個特輯和1個故事的編劇，2007–）
- 《青瓜（英语：Cucumber (TV series)）》（2015）
  - 《香蕉（英语：Banana (TV series)）》（2015）
  - 《豆腐（英语：Tofu (web series)）》（2015）
- 《英式醜聞》（編劇，2018）
- 《未来岁月》（創寫，2019）

### 《異世奇人》相關編寫
| 年      | 節目               | 集                                                             |
| ------- | ------------------ | -------------------------------------------------------------- |
| 2005    | 《異世奇人》       | "羅斯 (神秘博士)"                                              |
| 2005    | 《異世奇人》       | "世界尽头（The End of the World）"                             |
| 2005    | 《異世奇人》       | "伦敦异形（Aliens of London）"                                 |
| 2005    | 《異世奇人》       | "第三次世界大战（World War Three）"                            |
| 2005    | 《異世奇人》       | "漫长游戏（The Long Game）"                                    |
| 2005    | 《異世奇人》       | "繁荣小镇（Boom Town）"                                        |
| 2005    | 《異世奇人》       | "恶狼（Bad Wolf）"                                             |
| 2005    | 《異世奇人》       | "三岔口（The Parting of the Ways）"                            |
| 2005    | 《異世奇人》       | "Children in Need"                                             |
| 2005    | 《異世奇人》       | "圣诞入侵（The Christmas Invasion）"                           |
| 2006    | 《異世奇人》       | "新地球（New Earth）"                                          |
| 2006    | 《異世奇人》       | "牙和爪（Tooth and Claw）"                                     |
| 2006    | 《異世奇人》       | "愛與獸（Love & Monsters）"                                    |
| 2006    | 《異世奇人》       | "幽靈軍團（Army of Ghosts）"                                   |
| 2006    | 《異世奇人》       | "末日（Doomsday）"                                             |
| 2006    | 《火炬木小组》     | "隨機應變（Everything Changes）"                               |
| 2006    | 《異世奇人》       | "逃跑新娘（The Runaway Bride）"                                |
| 2007    | 《珍姐科幻大冒險》 | "Invasion of the Bane" （與Gareth Roberts合作編劇）            |
| 2007    | 《異世奇人》       | "史密斯和瓊斯 （Smith and Jones）"                             |
| 2007    | 《異世奇人》       | "進退兩難 （Gridlock）"                                        |
| 2007    | 《異世奇人》       | "烏托邦 （Utopia）"                                            |
| 2007    | 《異世奇人》       | "闐闐鼓聲 （The Sound of Drums）"                              |
| 2007    | 《異世奇人》       | "最後的時間領主 （Last of the Time Lords）"                    |
| 2007    | 《異世奇人》       | "詛咒之旅 （Voyage of the Damned）"                            |
| 2008    | 《異世奇人》       | "同謀犯 （Partners in Crime）"                                 |
| 2008    | 《異世奇人》       | "子夜 （Midnight）"                                            |
| 2008    | 《異世奇人》       | "左轉 （Turn Left）"                                           |
| 2008    | 《異世奇人》       | "失竊地球 （Turn Left）"                                       |
| 2008    | 《異世奇人》       | "旅途終點 （Journey's End）"                                   |
| 2008    | 《異世奇人》       | "天體音樂 （Music of the Spheres）"                            |
| 2008    | 《異世奇人》       | "繼任博士 （The Next Doctor）"                                 |
| 2009    | 《異世奇人》       | "死亡星球 （Planet of the Dead）" （與Gareth Roberts合作編劇） |
| 2009    | 《異世奇人》       | "異世奇人: Tonight's the Night"                                |
| 2009    | 《火炬木小组》     | Children of Earth, 第1、3、5集（第3集與James Moran合作編劇）   |
| 2009    | 《異世奇人》       | "火星之水 （The Waters of Mars）" （與Phil Ford合作編劇）      |
| 2009–10 | 《異世奇人》       | "時之終結 （The End of Time）"                                 |
| 2010    | 《珍姐科幻大冒險》 | Death of the Doctor                                            |
| 2011    | 《火炬木小组》     | Miracle Day （首席編劇）                                       |

### 傳記
- Davies, Russell T; Cook, Benjamin.  1st. BBC Books. 25 September 2008. ISBN 1846075718.
- Davies, Russell T; Cook, Benjamin.  2nd. BBC Books. 14 January 2010. ISBN 184607861X.
- Aldridge, Mark; Murray, Andy. . Reynolds & Hearn Ltd. 30 November 2008. ISBN 1905287844.

### 引文
1. ↑  . . 16 January 2008. BBC. BBC Four.

## 外部連結
- Russell T Davies in Conversation, 23 March 2009: Davies holds a BAFTA-sponsored talk on children's television.
- Russell T Davies 在 BFI Screenonline 上的傳記和貢獻
- 拉塞爾·T·戴維斯在互联网电影资料库（IMDb）上的資料（英文）